# Szubieniczna (756 m)
Szubieniczna (niem. Galgenberg, 756 m n.p.m.) – szczyt w południowo-zachodniej Polsce, w Sudetach Zachodnich, w Rudawach Janowickich.

## Położenie i opis
Szubieniczna leży w bocznym ramieniu, odchodzącym od masywu Skalnika ku wschodowi. Leży pomiędzy Skalnikiem na zachodzie a Jagodą na wschodzie.

## Budowa geologiczna
Masyw Szubienicznej zbudowany jest ze skał metamorficznych wschodniej osłony granitu karkonoskiego Są to łupki łyszczykowe, łupki serycytowo-chlorytowo-kwarcowe, łupki kwarcowo-albitowo-chlorytowe, amfibolity i łupki amfibolitowe powstałe w dolnym paleozoiku.

## Roślinność
Wzniesienie prawie w całości porośnięte lasami.

## Ochrona przyrody
Wzniesienie położone jest na obszarze Rudawskiego Parku Krajobrazowego.